# Kreuz des Südens (Heraldik)

Kreuz des Südens im Wappen von Baron Birdwood

Das Sternbild Kreuz des Südens ist in der Heraldik eine gemeine Figur und dadurch eine Wappenfigur. Auch in der Flaggenkunde ist das Sternenbild verbreitet.
Dargestellt werden von fünf bevorzugten Hauptsternen vier an den Endpunkten der Arme eines gedachten Kreuzes positioniert. Ein Stern wird dazu gestellt. Gelegentlich fehlt der Stern ohne ersichtlichen Grund, was in der Wappenbeschreibung zu erwähnen ist.
Die Sterne werden überwiegend in der heraldischen Tingierung Silber ausgeführt.

## Beispiele

Anselm van der Linde hier im gevierten Schild im Feld 2 und 3
Provinz Magallanes
Wappen der Weihnachtsinsel